# International Commission on Mathematical Instruction
Die International Commission on Mathematical Instruction (ICMI) ist eine internationale Gesellschaft für Mathematikdidaktik und eine Unterorganisation der International Mathematical Union (IMU). Sie wurde 1908 anlässlich des vierten Internationalen Mathematikerkongresses in Rom gegründet auf Initiative von David Eugene Smith. Den Plan dazu hatte er drei Jahre vorher in der Zeitschrift L'Enseignement Mathématique publiziert. Gründungspräsident war Felix Klein, der dieses Amt bis zu seinem Tod im Jahr 1925 bekleidete.
Das erste Ziel der ICMI nach ihrer Gründung war eine vergleichende internationale Untersuchung des Mathematikunterrichts an höheren Schulen, ein sehr umfangreiches Projekt, das sechs Jahre dauerte und 310 Berichte aus 18 Ländern umfasste (veröffentlicht in 187 Bänden). Eines der Hauptmotive der Gründung war eine Internationalisierung des Mathematikunterrichts. Damals war sie als Internationale Mathematische Unterrichtskommission (IMUK) bekannt.
Präsidenten der ICMI waren unter anderem Jacques Hadamard (1932 bis 1939), Marshall H. Stone (1959 bis 1962), André Lichnerowicz (1963 bis 1966), Hans Freudenthal (1967 bis 1970), Jean-Pierre Kahane (1983 bis 1990), Miguel de Guzmán (1991 bis 1998)  und Hyman Bass (1999 bis 2006). Die Arbeit der Kommission erfuhr eine Unterbrechung im Ersten Weltkrieg und nach einer Unterbrechung im Zweiten Weltkrieg wurde die ICMI 1952 neu gegründet.
Eine Sektion der Mathematikerkongresse der IMU ist der Mathematikdidaktik und Mathematikgeschichte gewidmet. Das reichte im Lauf der Zeit nicht mehr aus und so fand 1969 auf Initiative von Hans Freudenthal der erste International Congress on Mathematical Education (ICME) in Lyon statt, organisiert von der ICMI.  Er findet heute alle vier Jahre statt (bei durch vier teilbarer Jahreszahl). Der dritte Kongress fand 1976 in Karlsruhe statt. Die Vorträge werden in den ICME Proceedings veröffentlicht.  Es gibt auch regionale Konferenzen.
Offizielles Organ ist die Zeitschrift L’Enseignement Mathématique. Sie bestand schon vor Gründung der ICMI (seit 1899), ihr Mitgründer Henri Fehr war auch erster Generalsekretär der ICMI. Von 1972 bis 2010 gab es das ICMI Bulletin, es gibt die ICMI Study Series (ICMI Study Volumes, später NISS, New ICMI Studies Series), in der Berichte über Studien veröffentlicht werden.  Dreimal im Jahr erscheinen die ICMI News. Daneben erscheinen seit 1968 die von Hans Freudenthal begründeten Educational Studies in Mathematics, die didaktische Fragen in den Mittelpunkt stellen.
Es gibt drei Preise, benannt nach berühmten Mathematikdidaktikern:
- die Felix Klein Medal, für Lebensleistung in Forschungs zur Mathematikdidaktik. Vergeben seit 2003 in ungeraden Jahren.
- die Hans Freudenthal Medal, benannt nach dem deutsch-niederländischen Didaktiker Hans Freudenthal ebenfalls vergeben seit 2003 in ungeraden Jahren, für ein großes kumulatives Forschungsprogramm
- der Emma Castelnuovo Award, benannt nach der italienischen Mathematikpädagogin Emma Castelnuovo  wird alle vier Jahre anlässlich der ICME vergeben (zuerst 2016). Er wird für herausragende Leistungen in der Praxis der Mathematikdidaktik vergeben.